# 芙宁娜
芙宁娜，全名芙宁娜·德·枫丹，是米哈游開發的电子游戏《原神》中的虛構角色，角色於遊戲2023年更新的4.0版本中登場，同年成為可玩角色。她是遊戲中虛構國家枫丹的前最高統治者，是水神「芙卡洛斯」的人類分身與扮演者。退位後，芙寧娜不再扮演水神，過上普通人的生活。芙寧娜是遊戲中兼具「荒性」和「芒性」兩種能力的水元素角色，還可以在水面上移動。
芙寧娜的名字取自罗马神话中的泉水女神芙瑞娜，服裝和設定參考了法國基督教文化和小美人魚，兼有歐洲皇室晨禮服和襯裙的特點。芙宁娜的華語配音为钱琛，日語配音为水瀨祈，英語配音为安柏·李·康納斯，韓語配音为金荷英。在芙寧娜的角色任務司颂之章·第一幕「『水的女兒』」中，芙寧娜的法語音樂劇唱段由希西莉亞·卡拉演唱。
評論員對芙寧娜角色塑造的評價在早期偏向負面，浮誇和違和的表演型性格被批評缺乏神明的威严；在主線劇情揭曉芙寧娜身世後，評價轉向正面，評論員稱讚芙寧娜體現了女性堅忍不拔的精神力量。角色在戰鬥中強大的輔助能力得到評論員的正面評價。

## 创作与设计

### 角色定位和設定
在製作組的設定中，芙寧娜原是水之國楓丹的最高統治者，自稱爲「正義之神」，遊戲內執掌七大國的神明之一，「眾水、眾方、眾民與眾律法的女王」。芙寧娜不僅是神明，還是在楓丹家喻戶曉的明星。芙寧娜風趣幽默，性格令人難以捉摸，尤其喜愛舞臺上的驚喜和戲劇性展開；但她又有不爲人知的另一面。在遊戲4.2版本上線前，米哈遊重新發佈了第二版芙寧娜角色立繪和介紹，芙寧娜腰間出現與其神明身份不相符的、為普通人準備的元素力裝置「神之眼」；在遊戲4.2版本正式上線後，主線劇情第四章·第五幕「罪人舞步旋」中揭曉芙寧娜的真實身份，爲水神「芙卡洛斯」的人類體分身（称为“人格”，芙卡洛斯对应称为“神格”）與扮演者，僅有人類之軀而無神力。在故事的最後，芙寧娜主動退位，不再擔任統治者，楓丹從此不再擁有水神。觸樂指出芙寧娜的角色內核參考了基督教文化：劇情中芙寧娜藝術化的犧牲展現了兼具神性和人性的形象。
角色名稱方面，「芙宁娜」（Furina）名字取自罗马神话中的泉水女神芙瑞娜（Furrina），而與其關聯的水神「芙卡洛斯」（Focalors）之名取自所罗门七十二柱魔神中的佛卡洛（Focalor）。芙寧娜的角色升級系統「命之座」中各等級的名稱也出自經典戲劇，例如1級「爱是难驯鸟，哀乞亦无用」出自《卡門》，精準概括了芙寧娜扮演水神時午夜夢迴的心理狀態。

### 角色形象和配音
製作組在整個開發過程中為芙寧娜創作了多種不同的美術設計，但由於開發方面的限制而最終採用了當前版本的設計。為了展示她性格上的兩種面向，《原神》製作組在芙寧娜的身上加入了很多矛盾的要素，包括條狀的頭髮，異色的瞳孔，還有比較特別的「神之眼」等。芙寧娜的日常服飾以晨禮服爲基礎，後襬則借鑑了歐式禮服襯裙的樣式，這套衣裝既適合她在高檔場合中的優雅儀態，又足夠輕便、適合她在舞臺上表演發揮。皇冠和綬帶的樣式則是借鑑了歐洲皇室最喜愛的配飾，體現出芙寧娜尊貴的身分。藍色的蝴蝶結又襯托可愛的形象，袖口和帽頂有象徵法國國花鳶尾花的圖案，襪子則參考了法國的「拉夫領」設計。後擺上魚尾造型的裝飾，展現出芙寧娜活潑的一面，靈感來源於小美人魚的故事。輕便的禮服和「手杖」形態的專屬武器、充滿表演韻味的攻擊動作和技能模組，充分展現芙寧娜的性格特點。
角色配音方面，芙宁娜的華語配音爲钱琛，日語配音为水瀨祈，英語配音为安柏·李·康納斯，韓語配音为金荷英。主線劇情第四章·第五幕「罪人舞步旋」完成之前，在遊戲內楓丹廷的露景泉中，還能聽到芙寧娜由各語言配音的哭泣聲彩蛋「好漫长……好孤独……还要多久……」。

### 角色宣傳及角色歌曲
芙宁娜最早在米哈游于2023年7月3日發佈的預告片「致終幕的歡宴」中正式亮相。隨後她在遊戲4.0版本「仿若无因飘落的轻雨」作為非玩家角色上線。米哈遊於2023年9月26日發佈芙寧娜的角色立繪和介紹；於11月7日發佈芙寧娜的角色演示預告片，展示了芙寧娜的戰鬥技能，其中還包含了由尚雯婕演唱的法語音樂劇唱段，以及對音乐电影中經典動作的致敬。芙宁娜在遊戲4.2版本「罪人舞步旋」作為可玩角色上線，同時米哈遊還為角色推出專屬武器「靜水流湧之輝」。
在司颂之章·第一幕「『水的女兒』」中，芙寧娜在歌劇院中出演音樂劇《水的女兒》，演唱了名爲輕漣（La vaguelette）的法語唱段。此唱段由HOYO-MiX作曲家苑迪萌作曲、《原神》製作團隊作詞、法国音樂劇演唱家希西莉亞·卡拉演唱，收錄在遊戲原聲單曲《輕漣》之中。遊戲透過芙寧娜的這段演唱，側面展現了芙宁娜在枫丹预言落幕后的生活及内心，表现了芙宁娜百年来的孤独和责任以及内心挣扎交织的少女的形象。2023年11月9日，米哈遊發佈了相關劇情的動畫影片。11月10日，米哈遊發佈了輕漣的音樂影片（MV）；11月13日，輕漣正式上線音樂平台。為了方便作品在中國的傳播，米哈游還邀请了阿云嘎、胡夏、尚雯婕、谭维维等歌手进行中法多语种、多版本诠释。
米哈遊在2023年8月開始製作輕漣，美術、音樂、動畫等多個部門都有參與到專案中。歌曲定位為主線楓丹篇故事的「謝幕曲」。苑迪萌表示原本考慮採用歌劇的形式，以呼應演出場地「歐庇克萊歌劇院」，但歌劇的古典唱法不如介於傳統與流行之間的音樂劇通俗和富有變化，所以爲了更好地承載敘事功能，他選擇了音樂劇的形式。歌曲中適當加入了歌劇元素，如副歌部分的女高音二重唱。歌曲的前半段是情緒的鋪陳，而經過表現掙扎和猶豫的弦樂間奏，後半段轉為高亢的大開大合的演唱。演唱者的選擇上，製作組希望找到音色和唱功都符合芙寧娜特點的音樂劇演唱家，恰逢法國音樂劇演唱家希西莉亞·卡拉在中國巡演《罗密欧与朱丽叶》，故有幸邀請她參與了輕漣的演唱。在劇情動畫的設計上，製作組參考了音樂劇中實際的開場形式，畫面中呈現出的建築風格也參考了法國的一些實景小鎮。在音樂影片的設計上，製作組選擇在法國國立喜歌劇院中拍攝，而希西莉亞·卡拉則以藍白兩套裝束，表現芙寧娜不同的心理階段和身份變化。

## 作品中表现

### 角色故事
芙寧娜是遊戲主線劇情楓丹篇的核心角色，她是統治楓丹水神芙卡洛斯的人類分身。前任水神厄歌莉婭，利用原始胎海之水（胎海水）讓眷屬「純水精靈」化為人類，這招致統治提瓦特之神「天理」的憤怒。天理預言未來楓丹會被洪水淹沒，楓丹人會再次變回純水精靈，徒留水神坐在神座上哭泣。厄歌莉婭無力對抗天理，她傳位芙卡洛斯後就離世。芙卡洛斯思考了很久，決定謹慎行事，她製造了人類分身芙寧娜，讓芙寧娜假扮自己欺騙天理，同時積攢力量破壞自身的神格，將其力量歸還給能應對災難的水龍王。她邀请了現任水龍王那維萊特擔任楓丹的最高審判官，希望那維萊特慢慢融入楓丹，對民眾產生同理心。此外，還警告芙寧娜不能暴露自己的身份，同時以詛咒的方式讓芙寧娜獲得永生，自身潛伏在「諭示裁定樞機」内，靠審判收集楓丹民眾信仰積攢力量。為了徹底保密，芙寧娜對計劃的內容一無所知，就這樣芙寧娜扮演了楓丹水神五百年，為了取信楓丹民眾，她必須時刻表現出自信，維持神明的形象。漫長的時間只剩下煎熬，預言的壓力，民眾的期望，無法傾訴的孤獨更讓她身心疲憊。
洪水預言不知何時在楓丹流傳，各方勢力為了拯救楓丹展開行動。梅洛彼得堡管理者萊歐斯利應對預言建造大型方舟，楓丹出身的愚人眾執行官「仆人」調動大量人手調查預言，仆人更屢次試探芙寧娜是否有解決預言的方案，那維萊特也利用能力壓制過失控胎海水的洩露。旅行者（玩家）前往楓丹找水神時，無意捲入少女连环失踪案中。在調查期間，楓丹人接觸胎海水會化為水的情況被民眾得知，引起民眾恐慌。案件讓預言一事廣為流傳，民眾希冀身為水神的芙寧娜能給與應對預言的方案，但是芙寧娜一直以各種理由推脫，由此各方勢力紛紛質疑芙寧娜的能力和身份。不久，楓丹低窪地區白淞鎮出現了胎海水洩露，多名居民化為水。事件促使部分勢力聯合旅行者使用非常手段，逼迫芙寧娜回應預言應對方案。他們將芙寧娜送上法庭，由旅行者指控芙寧娜不是水神為突破口。芙寧娜無法回應相關質疑而敗訴，這場審判也讓芙卡洛斯收集到足夠毀滅神座的力量。芙卡洛斯將那維萊特拉入特殊的空間中，耐心解釋了拯救楓丹的計劃，接著她犧牲了自己，將神格的力量歸還給那維萊特。那維萊特也遵循她的遺願，獲得神格的水龍王將全部楓丹人變成真正的人類，不再受胎海水影響。那維萊特和旅行者更進入到原始胎海中，解決了擾動胎海水到楓丹的「吞星之鯨」。儘管戰鬥波動讓洪水淹沒了楓丹，但是楓丹人都活了下來。
事後，芙寧娜不再扮演水神，過上普通人的生活，對外則宣稱芙寧娜耗盡神力而退位。後來的某一天，本來厭倦表演的芙寧娜，決定幫助一個落魄劇團的息影演出，演出劇目的女主角有著與芙寧娜類似的遭遇，在登台演出時芙寧娜解開了心結，同時獲得了水元素的「神之眼」。

### 角色玩法
《原神》4.2版本「罪人舞步旋」更新之後，玩家可以在遊戲中通過祈願的方式讓芙寧娜加入隊伍。作爲來自楓丹的水元素單手劍角色，芙寧娜擁有楓丹角色獨有的兩種「荒性」和「芒性」始基力屬性，可以在兩種形態中自由切換。兩種形態對應不同的外觀，具有不同的元素戰技能力。芙寧娜在荒性形態下，元素戰技可以召喚三個召喚物，協同戰鬥，並消耗隊伍中角色的生命值；在芒性形態下，元素戰技則將召喚另一種召喚物，為場上的角色提供治療。芙寧娜的元素爆發釋放後，附近的隊伍中所有成員的生命增減將會使其獲得增益效果，為其提供傷害提升以及受治療加成提升。芙寧娜的被動技能爲，當元素戰技產生的召喚物在場時，芙寧娜可以在水面上移動。

## 反响与评价

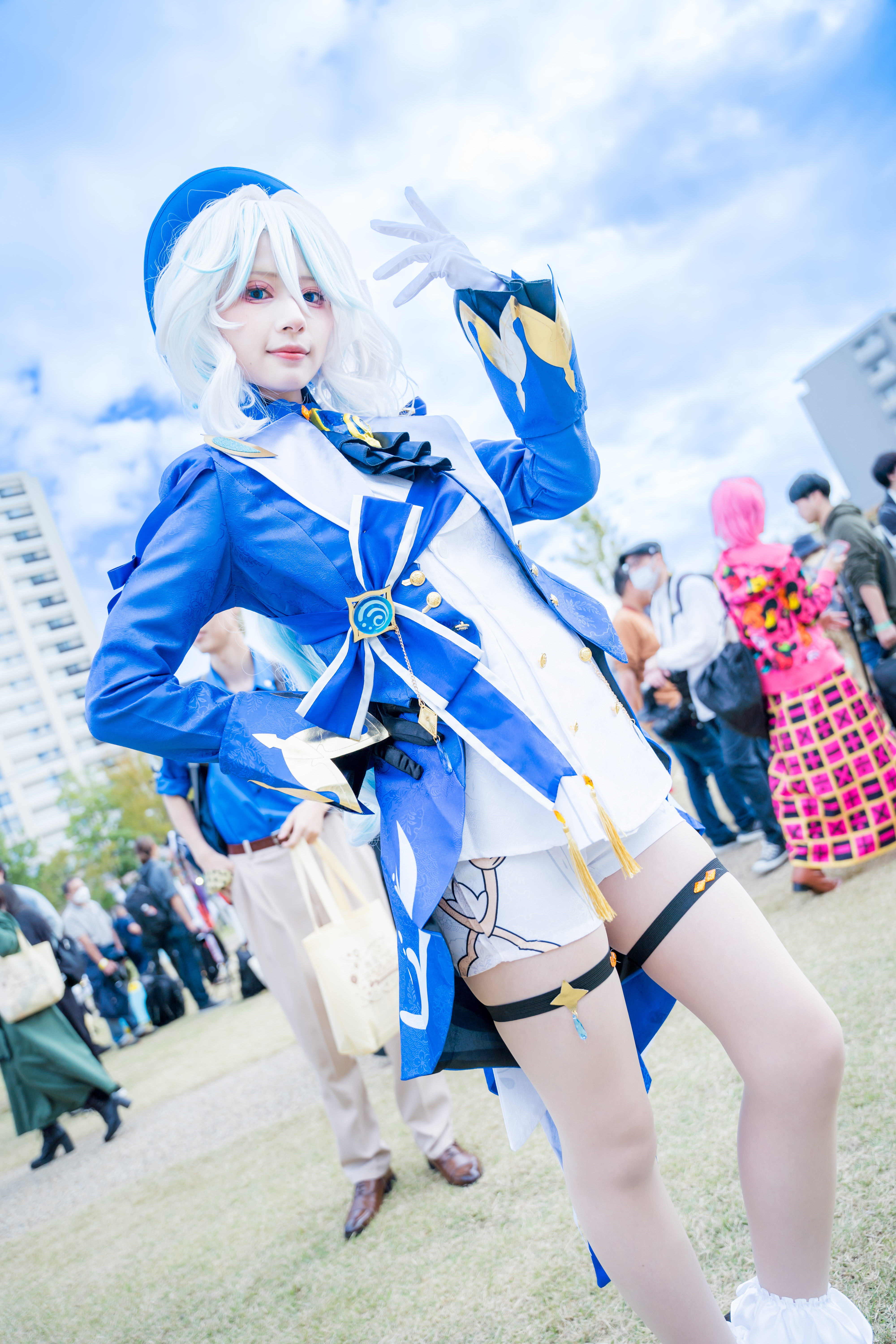
2023年池袋萬聖節角色扮演節上的芙寧娜角色扮演

根據七麦數據統計，芙寧娜作為可玩角色上線當日，《原神》就登頂了中國App Store暢銷榜。Game Rant則援引數據分析網站GenshinLab，估算出當期中國iOS平臺抽卡總營收為2900萬美元，而根據Paimon.moe網站收集的「通過抽卡獲得角色的玩家數量」數據，估計芙寧娜的銷售額佔當期抽卡總收入的95%以上；Game Rant表示，芙寧娜在《原神》玩家中廣受歡迎，受到玩家熱烈期待。另外，芙寧娜的角色演示預告片發佈3天在bilibili的播放量即超过800万，半個月後芙寧娜相關影片在bilibili的总播放量已超过4500万。在日本媒體Nijimen於2023年11月14日發起的「2023年玩家最喜歡的《原神》角色」投票中，芙寧娜排名第一。Game Rant曾報道有粉絲為芙寧娜創作同人作品以表達對角色的喜愛；還有粉絲甚至製作了角色車身彩繪。

### 角色設計
角色外觀設計方面，觸樂編輯熊冬东指出角色巧妙地融入法國文化、基督教、歌劇等多種文化元素，「全身上下处处都是考据细节」；角色宣傳片中華麗的演出表現和易於傳播的記憶點，也令玩家十分震撼，引起玩家的共鳴。他評價米哈遊對文化元素的融入和傳播已經十分嫻熟，芙寧娜的角色塑造體現了米哈遊「文化設計」的核心競爭力。
在角色玩法設計方面，《香港01》和Game Rant表示遊戲先前發佈的四神都爲強力角色，所以作為水神的芙寧娜还未上線時，就獲得很高的期待。《運動畫刊》、Eurogamer、普莉瑪遊戲評論員均肯定角色在戰鬥中的輔助能力表現，《運動畫刊》、《香港01》、Game Rant均認為芙寧娜可以與既有角色組成多個優秀的隊伍。Game Rant評論員認爲芙寧娜是《原神》中强大的輸出型角色，必要时還可以充当治疗者的角色。《香港01》記者林卓恆稱讚角色「擁有出眾的性能和多種功能性」。
芙寧娜在角色任務中的法語音樂劇唱段輕漣也受到了多地玩家的关注和好评。遊戲葡萄編輯灰信鸽給與歌曲很高的評價，認為歌曲表現出米哈遊創作團隊深厚的創作功底。作为由中国团队创作的法语歌曲，輕漣也成为法国网友热议的话题。由于演唱家希西莉亞·卡拉曾在音乐剧《罗密欧与朱丽叶》中扮演朱丽叶，此曲也引发了音乐剧爱好者的强烈反响。截至11月13日，輕漣音樂影片在全球播放量已经超过1500万；截至11月16日，輕漣动画视频、四位中国歌手演绎等多版本视频累计播放量超过8000万。

### 劇情塑造
作為在楓丹篇主線劇情的核心角色，角色在劇情中表現獲得很高的關注度，不少媒體如Anime Corner、雅虎新聞、遊戲日報、Game Rant和《運動畫刊》都有報道角色在劇情中的演出。在楓丹篇主線劇情的前期，評論主要集中於通過角色在劇情中的塑造，分析和推測後續劇情走向。Anime Corner評論員肯·普約稱讚芙寧娜具有傲慢自大的性格，充滿矛盾的角色設計，和撲朔迷離的身世背景。这些设定使得她相比遊戲中神明角色更加充滿個性，也給《原神》劇情帶來更多魅力，令他更加期待後續劇情的走向。遊戲中露景泉場景的芙寧娜哭泣聲彩蛋，也引發了玩家的討論和對後續劇情的猜測；GamePressure評論員艾娃·伊奇尼奧夫斯卡稱這個彩蛋中的芙寧娜聲音聽起來十分痛苦、疲憊，甚至害怕，讓人不禁對後續劇情揭示更多「黑暗的秘密」充滿期待。在遊戲4.2版本上線前，米哈遊在前瞻預告片中放出「水神被判處死刑」的消息，也引起遊戲社區的熱烈討論，部分玩家表達了對後續劇情的擔憂和激動。遊戲4.2版本上線後，劇情的反轉、伏筆的揭曉也引發正面評價。《運動畫刊》評論員稱讚新劇情「罪人舞步旋」的故事太過於精彩，要是被劇透，失去這些驚喜就太遺憾了；還表示「罪人舞步旋」中傳遞的信息量很大，難以輕易消化。雅虎新聞評論員顧茵則將楓丹劇情與須彌劇情相比較，認爲芙寧娜的故事以出其不意的方式讓玩家們慟哭流涕，宛如玩家體驗須彌篇結尾小草神重獲自由的劇情一般。
芙寧娜角色塑造的評價在早期偏向負面，但隨著劇情的發展，她的表現得到了更多的肯定與讚賞。遊戲日報編輯路人認為，芙寧娜在遊戲4.0和4.1的劇情中並沒有「神明的威严」。熊冬东直言這個階段的芙寧娜表演「相当浮夸」；而隨後的4.2整個版本都是角色的舞台，前期所有伏筆都「一次性揭开」，劇情大反轉，體驗有點「用力过猛」。他還引述玩家評論角色指出設計上存在「违和感」；同時他也稱讚米哈遊在遊戲營運第三年仍然願意「探索角色塑造可能性」。Siliconera編輯長讚譽芙寧娜是《原神》中最有趣的神明，是米哈遊創作的又一出色人物。Game Rant評論員稱讚芙寧娜內心十分強大，遠超遊戲中大多數其他女角色。在看來，芙寧娜以許多人渴望的方式展現了力量：她堅韌不拔，從不放鬆警惕。芙寧娜代表著人們真正看重的那種精神力量，以及人們在強大女性角色中想要看到的那種力量；雖然她有過害怕的時刻，讓她看起來幾乎有些懦弱，但她實際上根本不是那樣的。顧茵稱讚芙寧娜處理楓丹預言危機的做法令人耳目一新：儘管外界可能認為她在對預言置若罔聞，但她積極地投身於國家事務，堅定地按自己的方式試圖解開預言之謎，努力安撫民心、平息動盪；同時她又試圖展現自己作為一位全能且充滿自信的神祇的形象，但這一切終究不過是一場充滿悲哀的戲劇。這一切都讓芙寧娜的自我犧牲成為一個神祇為其國家所做過的最沉重、最打動人心的事情。GamesRadar+評論員稱讚芙寧娜的故事與草神納西妲的故事勢均力敵：前者是以人類之軀承受一切苦痛，默默守望人民500年，直到獲得救贖的故事；後者則是真摯但新生的非常年輕的神明，卻被她想要守護的人民所忽視500年，直到迎來成長的故事。指出米哈遊神祇角色塑造成功的祕訣是，讓神祇並不因神性而無趣，而是如同人類一般，有着人類的喜怒哀樂，真實而平易近人。

## 外部連結
- YouTube上的《原神》芙宁娜角色PV——「戏中人」
- YouTube上的《原神》角色演示-「芙宁娜：世界皆舞台」
- YouTube上的《原神》拾枝杂谈-「芙宁娜：镜中影」
- YouTube上的水的轻语——《原神》「轻涟」系列创作的幕后